# Xã Plevna, Quận Reno, Kansas
Xã Plevna (tiếng Anh: Plevna Township) là một xã thuộc quận Reno, tiểu bang Kansas, Hoa Kỳ. Năm 2010, dân số của xã này là 246 người.